# Mihail Gașpar
Mihail Gașpar (n. 12 ianuarie 1881, Gătaia – d. 1929, Timișoara) a fost un deputat în Marea Adunare Națională de la Alba Iulia, organismul legislativ reprezentativ al „tuturor românilor din Transilvania, Banat și Țara Ungurească”, cel care a adoptat hotărârea privind Unirea Transilvaniei cu România, la 1 decembrie 1918.:p. 77

## Biografie
Născut la 12 ianuarie 1881, Mihail Gașpar a urmat studiile la Institutul Teologic din Caransebeș după care va fi sfințit diacon la biserica ortodoxă din același oraș, ocupându-se între timp și de redacția revistei Drapelul. Pentru atitudinea afișată în articolele sale publicate în cadrul acestei reviste, în 1907 a fost condamnat la zece luni de închisoare pentru delict de presă și a fost închis la Seghedin. A decedat la Timișoara la 27 noiembrie 1929, fiind înhumat la Bocșa.

## Activitatea politică
A fost numit delegat de drept al protopopiatului Bocșa Montană, județul Caraș-Severin la Marea Adunare Națională de la Alba Iulia de la 1 decembrie 1918. În anul 1926 a fost ales conducător al organizației județene a P.N.Ț. și deputat în Parlamentul României.:p. 151-152

## Decorații
Pentru meritele sale, Mihail Gașpar a fost investit comandor al ordinului Steaua României și a fost deținător al Coroanei României.:p. 151-152

## Activitate științifică
În cursul vieții sale a publicat lucrările În vraja trecutului (1909), Altare dărâmate (1908), Din vremuri de mărire (1909) și romanul Românii din Potlogi.:p. 151-152